# 德哈維蘭加拿大DHC-5
德哈維蘭加拿大DHC-5水牛是一款由德哈維蘭加拿大研發的短場起降多用途運輸機，由德哈維蘭加拿大DHC-4的基礎上改良。它所需起飛跑道長度比大部份小型飛機還要短。